# Goodyera lamprotaenia
Goodyera lamprotaenia är en orkidéart som beskrevs av Rudolf Schlechter. Goodyera lamprotaenia ingår i släktet knärötter, och familjen orkidéer. Inga underarter finns listade i Catalogue of Life.